# Hoofdklasse hockey dames 1990/91
Het seizoen 1990/91 is de 10de editie van de dameshoofdklasse waarin onder de KNHB-vlag om het landskampioenschap hockey werd gestreden. 
In het voorgaande seizoen zijn Pinoké en DKS gedegradeerd. Voor hen kwamen Rotterdam en Den Bosch in de plaats.
Amsterdam werd landskampioen, EMHC en nieuwkomer Rotterdam degradeerden rechtstreeks.

## Eindstand
Na 22 speelronden was de eindstand:
| #  | Club        | GS | W  | G | V  | P  | DV      | DT      | DS  |
| -- | ----------- | -- | -- | - | -- | -- | ------- | ------- | --- |
| 1  | Amsterdam   | 22 | 18 | 3 | 1  | 39 | 89 - 21 | 89 - 21 | +68 |
| 2  | HGC         | 22 | 17 | 3 | 2  | 37 | 54 - 15 | 54 - 15 | +39 |
| 3  | MOP         | 22 | 11 | 8 | 3  | 30 | 33 - 15 | 33 - 15 | +18 |
| 4  | HDM         | 22 | 12 | 6 | 4  | 30 | 51 - 34 | 51 - 34 | +17 |
| 5  | Kampong     | 22 | 10 | 3 | 9  | 23 | 26 - 25 | 26 - 25 | +1  |
| 6  | Groningen   | 22 | 7  | 6 | 9  | 20 | 21 - 31 | 21 - 31 | -10 |
| 7  | Bloemendaal | 22 | 7  | 4 | 11 | 18 | 30 - 41 | 30 - 41 | -11 |
| 8  | Laren       | 22 | 6  | 5 | 11 | 17 | 29 - 39 | 29 - 39 | -10 |
| 9  | Den Bosch   | 22 | 5  | 6 | 11 | 16 | 24 - 49 | 24 - 49 | -25 |
| 10 | Hilversum   | 22 | 5  | 5 | 12 | 15 | 24 - 44 | 24 - 44 | -20 |
| 11 | EMHC        | 22 | 4  | 3 | 15 | 11 | 19 - 54 | 19 - 54 | -35 |
| 12 | Rotterdam   | 22 | 2  | 4 | 16 | 8  | 16 - 48 | 16 - 48 | -32 |

### Legenda
| Afk.      | Betekenis                                               |
| --------- | ------------------------------------------------------- |
| GS        | aantal gespeelde wedstrijden                            |
| W         | aantal gewonnen wedstrijden                             |
| G         | aantal gelijk gespeelde wedstrijden                     |
| V         | aantal verloren wedstrijden                             |
| P         | totaal aantal punten                                    |
| DV        | aantal gemaakte doelpunten                              |
| DT        | aantal doelpunten tegen                                 |
| DS        | doelsaldo                                               |
| Amsterdam | Amsterdam en HGC plaatsen zich voor de Europacup I 1992 |
| MOP       | MOP plaatst zich voor de Europacup II 1992              |
| EMHC      | EMHC en Rotterdam zijn rechtstreeks gedegradeerd        |

## Topscorers
| #  | Speler            | Club      | Goals |
| -- | ----------------- | --------- | ----- |
| 1. | Helen van der Ben | Amsterdam | 25    |
| 2. | Lisanne Lejeune   | HGC       | 20    |
| 2. | Ingrid Wolff      | Amsterdam | 20    |
| 2. | Martine Ohr       | HDM       | 20    |

Nederlands landskampioenschap

1921/22 ·
1922/23 ·
1923/24 ·
1924/25 ·
1925/26 ·
1926/27 ·
1927/28 ·
1928/29 ·
1929/30 ·
1930/31 ·
1931/32 ·
1932/33 ·
1933/34 ·
1934/35 ·
1935/36 ·
1936/37 ·
1937/38 ·
1938/39 ·
1939/40 ·
1940/41 ·
1941/42 ·
1942/43 ·
1943/44 ·
1944/45 ·
1945/46 ·
1946/47 ·
1947/48 ·
1948/49 ·
1949/50 ·
1950/51 ·
1951/52 ·
1952/53 ·
1953/54 ·
1954/55 ·
1955/56 ·
1956/57 ·
1957/58 ·
1958/59 ·
1959/60 ·
1960/61 ·
1961/62 ·
1962/63 ·
1963/64 ·
1964/65 ·
1965/66 ·
1966/67 ·
1967/68 ·
1968/69 ·
1969/70 ·
1970/71 ·
1971/72 ·
1972/73 ·
1973/74 ·
1974/75 ·
1975/76 ·
1976/77 ·
1977/78 ·
1978/79 ·
1979/80 ·
1980/81
Hoofdklasse dames

1981/82 · 
1982/83 · 
1983/84 · 
1984/85 · 
1985/86 · 
1986/87 · 
1987/88 · 
1988/89 · 
1989/90 · 
1990/91 · 
1991/92 · 
1992/93 · 
1993/94 · 
1994/95 · 
1995/96 · 
1996/97 · 
1997/98 · 
1998/99 · 
1999/00 · 
2000/01 · 
2001/02 · 
2002/03 · 
2003/04 · 
2004/05 · 
2005/06 · 
2006/07 · 
2007/08 · 
2008/09 · 
2009/10 · 
2010/11 · 
2011/12 · 
2012/13 ·
2013/14 ·
2014/15 ·
2015/16 ·
2016/17 ·
2017/18 ·
2018/19 ·
2019/20 ·
2020/21 ·
2021/22 ·
2022/23 ·
2023/24 ·
2024/25 ·
Nederlandse competities: Hoofdklasse (zaal) · Promotieklasse · Overgangsklasse · Eerste klasse · Tweede klasse · Derde klasse · Vierde klasse · Gold Cup · Silver Cup

Nederlands kampioenschap: Lijst van Nederlandse landskampioenen hockey · Lijst van Nederlandse landskampioenen zaalhockey

Europese competities: Euro Hockey League · Europacup I · Europa Cup II · Europacup zaalhockey